# 索尔舒瓦苏普瓦
索尔舒瓦苏普瓦（法語：Saulchoy-sous-Poix，法語發音：[solʃwa su pwa]，意为“普瓦下方的索尔舒瓦”）是法国上法蘭西大區索姆省的一个市镇，属于亚眠区。

## 地理
索尔舒瓦苏普瓦（49°45'25"N, 1°56'10"E）面积3.72 平方千米，位于法国上法蘭西大區索姆省，该省份为法国北部沿海省份，北起加来海峡省和北部省，西接滨海塞纳省和大西洋英吉利海峡，南至瓦兹省，东临埃纳省。
与索尔舒瓦苏普瓦接壤的市镇（或旧市镇、城区）包括：埃普莱西耶、埃凯讷-埃拉姆库尔、拉沙佩勒、圣塞格雷、蒂约卢瓦城。

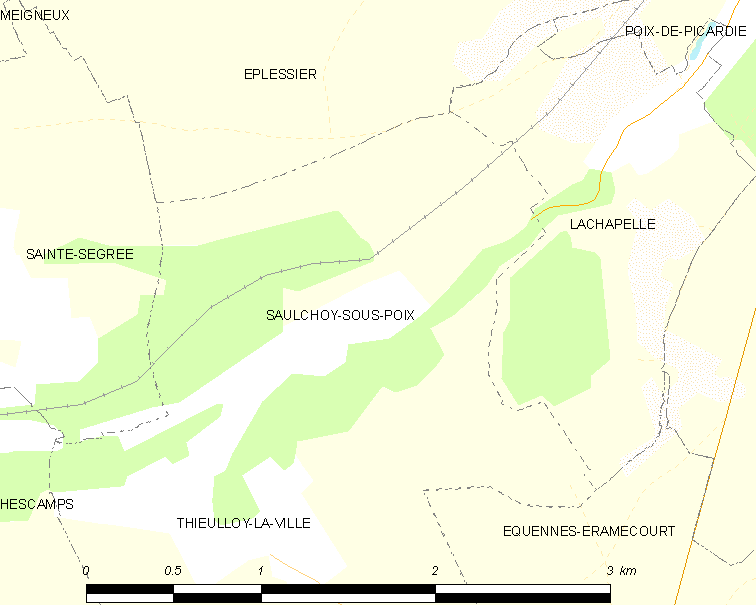
索尔舒瓦苏普瓦的OSM定位图

索尔舒瓦苏普瓦的时区为UTC+01:00、UTC+02:00（夏令时）。

## 行政
索尔舒瓦苏普瓦的邮政编码为80290，INSEE市镇编码为80728。

## 政治
索尔舒瓦苏普瓦所属的省级选区为皮卡第地区普瓦县。

## 人口

1962-2008年间索尔舒瓦苏普瓦人口变化图示

索尔舒瓦苏普瓦于2022年1月1日时的人口数量为79人。